# 明連川 (徳島県)
明連川（みょうれんがわ）は、徳島県美馬市を流れる吉野川水系の河川。

## 地理
吉野川中流左岸から分岐し美馬市穴吹町三島を通過して再び吉野川に合流する。現在は新堤防で閉め切られている。
流域は、吉野川と明連川に囲まれた舞中島という川中島を形成し、吉野川の洪水被害を受けながらも藍の産地として繁栄した高石垣住宅や高地蔵がいまも多く残っている。
1582年（天正10年）に起きた吉野川の洪水で、かつて南の三谷地区と陸続きであった舞中島は、明連川が築かれ川中島となったとされる。

## 流域の自治体
徳島県
美馬市